# Kéked
Kéked est une commune hongroise du comitat de Borsod-Abaúj-Zemplén en Hongrie septentrionale.